# Slag bij Norden
De Slag bij Norden vond plaats in 884 bij Norden, in (Oost-Friesland), tussen de Friezen en Noormannen. De slag werd gewonnen door de Friezen.

## De slag
In de tweede helft van de 9e eeuw vestigden de Deense Vikingen bases aan de Oost-Friese kust, van waaruit zij de plaatselijke bevolking lastigvielen. Aartsbisschop Rembert van Bremen-Hamburg, die zijn missie naar de Vikingen in Scandinavië, waarmee zijn voorganger Ansgar was begonnen, had moeten afbreken, was zeer bezorgd over deze bedreiging van de Kerk en het Rijk. Daarom riep hij de Friese bevolking op zich te verzetten tegen de indringers en voerde hij persoonlijk het bevel in de herfst van 884.
In de loop van de daaropvolgende strijd slaagde het Friese leger erin de Vikingen terug te duwen in de Hilgenriedbaai bij Norden (in de gemeente Hagermarsch), waar velen van van de Vikingen verrast werden door het binnenvallende tij en verdronken toen ze vluchtten. Volgens Adam van Bremen speelden de woorden en gebeden van Rembert een belangrijke rol in het succes, terwijl de lokale traditie ook de moed en liefde voor de vrijheid van de Friezen benadrukte. Volgens Adam van Bremen werden 10.377 Vikingen gedood in de strijd en werden grote schatten door de Friezen veroverd, maar deze cijfers kunnen overdreven zijn. Het traditionele Nordense verslag zegt ook dat Rembert tijdens de slag over een vondeling in de Sint-Ludgerskerk heeft gebeden.
De bevrijde landgoederen en veroverde schatten werden vervolgens als gemeenschappelijk bezit beheerd. De Slag bij Norditi is dus de grondlegger van de Theelacht van Norden, een coöperatieve stamvereniging en is een van de mogelijke redenen voor de toekenning van de Friese vrijheid aan de Friese bevolking door de Romeins-Duitse keizers. 